# Juan Francisco Giró
Juan Francisco José Giró Zufriategui (Montevideo, 3 de junio de 1791 - Montevideo, 14 de mayo de 1863) fue un político y periodista uruguayo, adherente a la divisa blanca. Fue presidente constitucional de Uruguay desde el 1 de marzo de 1852 hasta el 25 de septiembre de 1853.
Su trayectoria política comienza incorporándose a la Revolución oriental como miembro del Cabildo de Montevideo. Tras la captura de Montevideo por fuerzas portuguesas en 1817, asume inicialmente una posición colaboracionista con la ocupación luso-brasileña, para posteriormente convertirse en un público opositor de los invasores a través de la prensa. 
Tras el desembarco de los Treinta y Tres Orientales, apoya la causa independentista ocupando cargos administrativos como secretario. Sellada la independencia del Estado Oriental en 1828, fue Ministro de Gobierno y Relaciones Exteriores y uno de los Constituyentes de 1830. 
Fue opositor del gobierno de Fructuoso Rivera, primer presidente constitucional de Uruguay, pero colaborador de Manuel Oribe, el segundo presidente. Naturalmente, durante el conflicto bélico de la Guerra Grande (1836-1851) adhirió a la divisa blanca de los partidarios de Oribe y fue legislador del Gobierno del Cerrito. 
Finalizado el conflicto, Giró fue electo por la Asamblea General como el 4° presidente constitucional del Uruguay, ante la inesperada muerte del Gral. Eugenio Garzón, el candidato apoyado por ambas divisas. 
Su gobierno llevó a cabo el primer intento de la política de fusión: la búsqueda de representación paritaria en cargos de gobierno de tanto colorados como blancos. Sin embargo, se vio obligado a renunciar en septiembre de 1853 ante fuertes presiones del Partido Conservador, una facción colorada antifusionista. 
Regresó al país en 1856 y en 1860 fue electo como senador por el departamento de Cerro Largo. Presidía la Cámara Alta cuando falleció en el cargo el 14 de mayo de 1863, con 71 años. 

## Primeros años
Nació en la ciudad de Montevideo, perteneciente al Virreinato del Río de la Plata, el 3 de junio de 1791
Su padre era el médico y comerciante José Giró y Granoleras, inmigrante catalán. Mientras que su madre era Antonia María Zufriategui Mas de Ayala, de padres vascos y hermana de Pablo Zufriátegui, uno de los Treinta y Tres Orientales.
Realizó sus estudios primarios en la hoy capital uruguaya, pasando luego a estudiar con 12 años en el prestigioso Real Colegio de San Carlos de la ciudad de Buenos Aires, en el cual permaneció entre 1803 y 1807, sin alcanzar la graduación.
La fortuna familiar le permitió viajar y estudiar en Río de Janeiro, España y más tarde en Estados Unidos, donde residió entre 1812 y 1815. Dominaba el idioma inglés perfectamente.

## Carrera política

### Cabildante en la Revolución Oriental

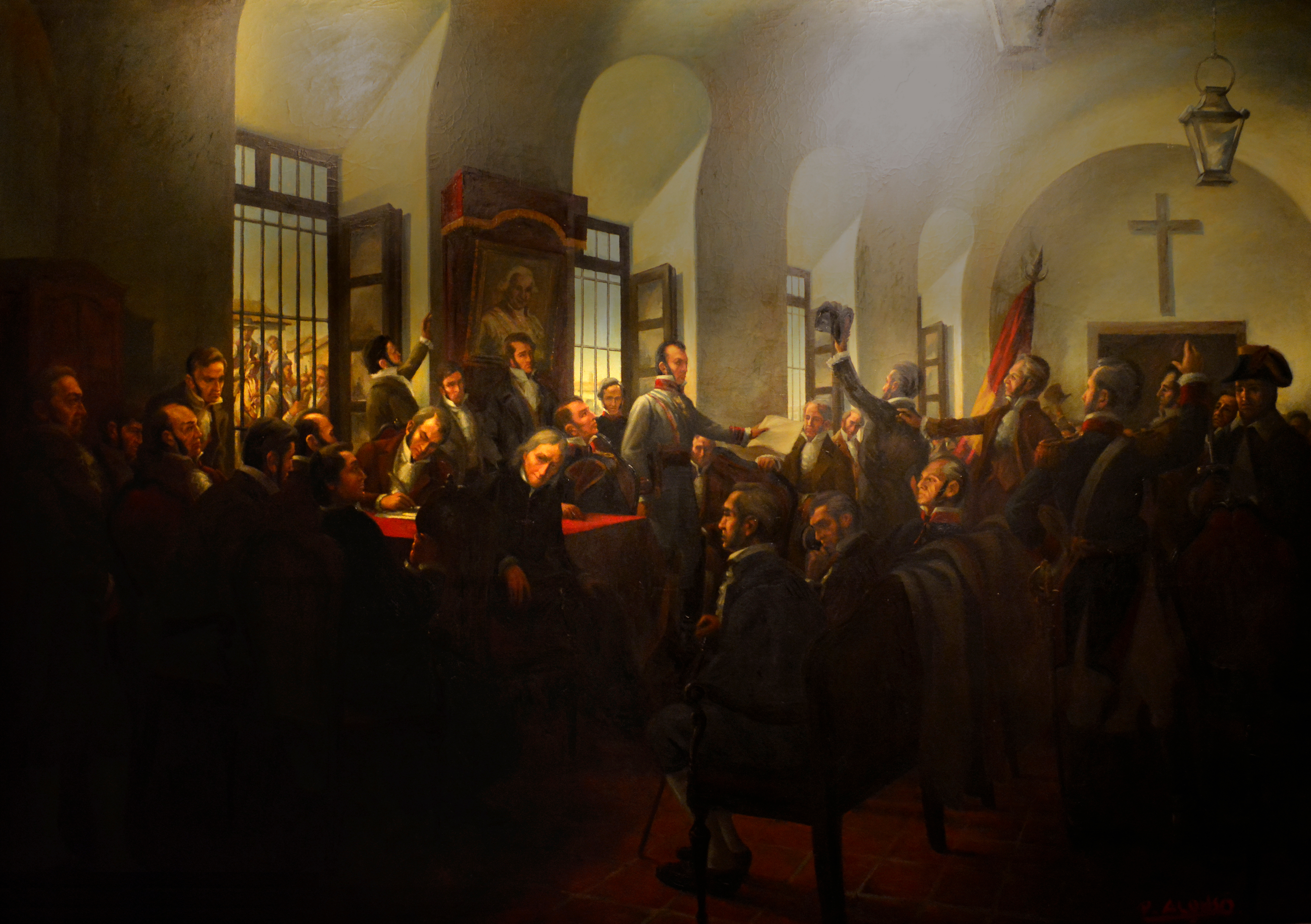
Pintura de Pedro Alonso sobre el Cabildo de Montevideo en 1808.

Su estadía en el extranjero lo mantuvo alejado de los primeros años de la lucha por la emancipación de España.
A su regreso en 1815, se encuentra con un novel gobierno artiguista en la bautizada Provincia Oriental. Debido a su formación intelectual, fue elegido para desempeñarse como regidor del Cabildo de Montevideo.
Giró se encuentra en dicho cargo cuando el 28 de agosto de 1816 comienza la invasión lusitana para anexar la Banda Oriental. Es encomendado por Miguel Barreiro para integrar junto a Juan José Durán la delegación oriental comisionada ante Juan Martín de Pueyrredón, el director supremo, para pedir ayuda ante la invasión portuguesa.
El 8 de diciembre de 1816 lograron un acuerdo que establecía que los orientales reconocían la autoridad del Congreso de Tucumán ―al que se enviarían diputados― y del director supremo, y éste se comprometía a enviar toda clase de auxilios para la resistencia. Pero el acuerdo no fue refrendado por el caudillo José Artigas.

### Ocupación luso brasileña

#### Colaborador portugués

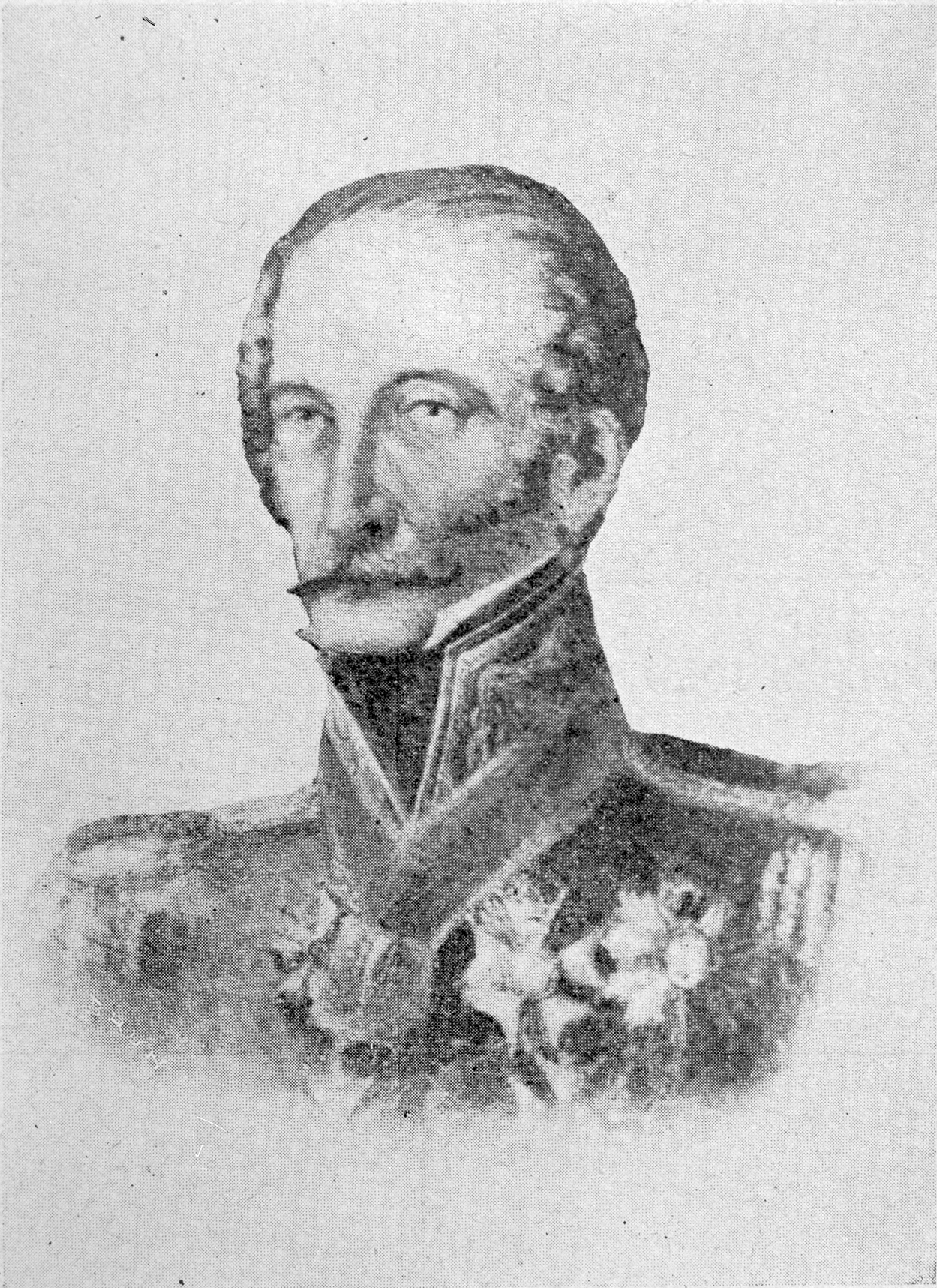
Retrato de Carlos Federico Lecor, general portugués que ocupó en 1817 la ciudad de Montevideo.

A principios de 1817, Montevideo es tomada por las fuerzas portuguesas y el 20 de enero Carlos Federico Lecor hace su entrada a la ciudad.
El 30 de enero de 1819, Giró es uno de los firmantes del tratado conocido como el "Tratado de la Farola" por el cual se cedía la soberanía de las Misiones Orientales al Reino de Portugal, Brasil y Algarbes a cambio de que se erija un faro en el puerto de Montevideo.Ese mismo año el Cabildo de Montevideo lo mandó a Río de Janeiro para ratificar la adhesión de la provincia al monarca portugués.
La invasión finalizó en 1820 con la celebración de un armisticio. Giró llegó a colaborar para lograr el fin de la resistencia oriental.
El 7 de septiembre de 1822 Brasil se independiza de Portugal, siendo la Banda Oriental todavía una parte de su territorio.

#### Resistencia a la ocupación
A pesar de mantener una inicial actitud colaborativa con las fuerzas portuguesas, a partir de 1823 comienza oponerse al régimen invasor. 
Se une a la logia masónica independentista de la Logia de los "Caballeros Orientales", junto a otras figuras como: Manuel Oribe (quien se convertiría en el segundo presidente constitucional del Uruguay), Santiago Vázquez, Pablo Zufriategui (su tío), entre otros.
Con el fin de encauzar una lucha y reivindicación de autonomía frente a los intereses de la Corona portuguesa, mantiene una activa participación en el periodismo. Funda el periódico "El Pampero" y colaboró con otras publicaciones, como "La Aurora" y "El Aguacero". Además, siendo síndico procurador del Cabildo, este cuerpo declaró el acto de incorporación al imperio portugués como "nulo, arbitrario y criminal"; pero la acción revolucionara no prosperó, por lo que se retiró a la actividad particular.

### Guerra del Brasil

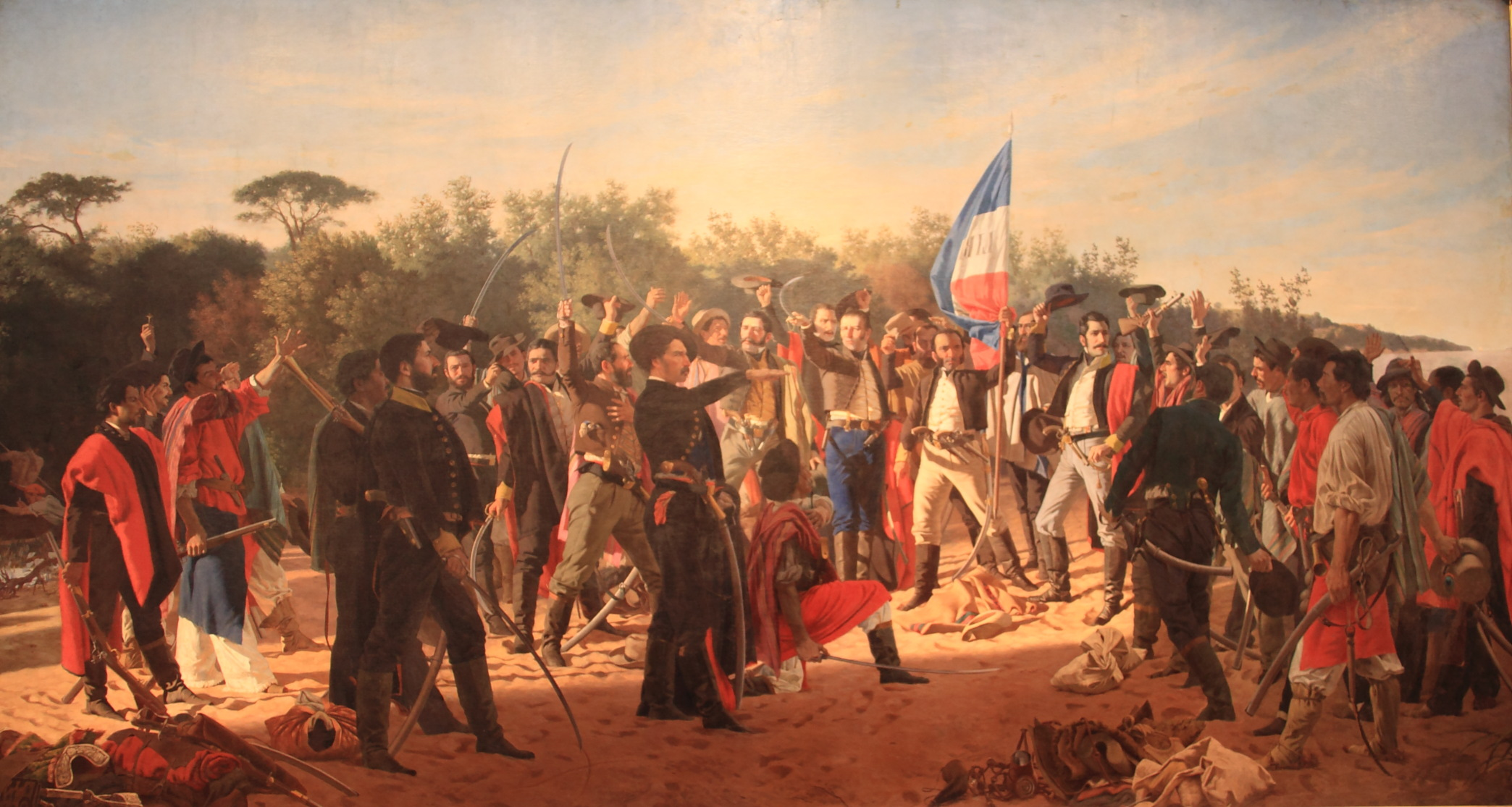
El Juramento de los Treinta y Tres Orientales del pintor Juan Manuel Blanes, representando el inicio de la Cruzada Libertadora.

Dos años más tarde, el 19 de abril de 1825, se produce el desembarco de los Treinta y Tres Orientales que da inicio a la guerra por la independencia contra el Imperio de Brasil. Giró fue arrestado por fuerzas portuguesas por "sospechoso" en el bergantín de guerra "Pirarajá". En octubre de 1825 fue liberado y viaja a Buenos Aires, donde ofrece su colaboración a la causa independentista.
Retornó a tierra oriental junto a las fuerzas comandadas por Martín Rodríguez, de quien Giró fue secretario político y militar.
El 31 de julio de 1826, Joaquín Suárez, el gobernador Delegado de la Provincia Oriental, nombró a Giró como Secretario de Gobierno, permaneciendo en el cargo durante quince meses.
El 27 de agosto de 1828 se celebró la Convención Preliminar de Paz, el tratado que culminó la guerra entre el Imperio del Brasil y las Provincias Unidas del Río de la Plata, con mediación del Reino Unido, y selló para la Banda Oriental la independencia total como un nuevo Estado: el Estado Oriental del Uruguay.

### Primeros años del Uruguay independiente

Primer pabellón nacional de Uruguay, establecido el 6 de diciembre de 1828 en el gobierno provisorio de Joaquín Suárez.

Con la independencia sellada bajo un nuevo Estado en 1828, Giró participó como integrante de la Asamblea General Constituyente y Legislativa del Estado de 1828, como diputado por Maldonado.Este órgano tuvo por cometido principal la redacción de la Constitución de Uruguay de 1830, la primera Constitución del país.
Luego fue Ministro de Gobierno y Relaciones Exteriores en las gobernaciones provisorias de José Rondeau y Juan Antonio Lavalleja.
El 6 de noviembre de 1830, el caudillo Fructuoso Rivera asumió como el primer presidente constitucional de Uruguay. Giró fue opositor a su gobierno, encarando en ese sentido su tarea periodística en el periódico "El Recopilador", aunque no actuó en las rebeliones lavallejistas que se levantaron contra este primer gobierno de Rivera.
El 1 de marzo de 1835, Manuel Oribe, el Ministro de Guerra y Marina de Rivera, asume como segundo presidente constitucional de Uruguay. Ese mismo año, la administración de Oribe (con intenciones de obtener un empréstito para cubrir las deudas públicas y establecer relaciones con España y con el Reino Unido) nombra a Giró como ministro plenipotenciario ante la Corte de Madrid y como agente confidencial ante el gobierno británico en Londres, de forma que España le reconociera la independencia a Uruguay y el Reino Unido se interesara en un tratado de libre comercio. Sin embargo, ninguna de las dos gestiones tuvieron éxito.
En julio de 1836, Rivera se rebela contra el gobierno de Oribe tras la polémica alrededor del cargo de la comandancia de campaña. Giró actuó como mediador cuando Oribe debió dejar el gobierno el 24 de octubre de 1838.

### Guerra Grande
Instalado el Sitio de Montevideo en 1843, Giró se incorporó al Gobierno del Cerrito encabezado por Oribe. A partir de 1844 integró la Cámara de Senadores del Cerrito, pero su labor más importante fue su aporte a la elaboración en 1850 de un proyecto de reglamento de Instrucción pública junto a otras figuras como Eduardo Acevedo Díaz, Bernardo Prudencio Berro y José María Reyes. Se fundó una Escuela Normal para la formación de maestros, y funcionó la llamada Universidad Menor de la villa de la Restauración, entre otros proyectos como la gratuidad y obligatoriedad de la enseñanza primaria.
Finalmente, la Guerra Grande finaliza en Uruguay con tratado del 8 de octubre de 1851, donde se estableció que no habría "ni vencidos, ni vencedores".

## Presidencia

### Elección como presidente
Terminado el conflicto, el candidato para la presidencia acordado por ambas partes era el general Eugenio Garzón. Pero la inesperada muerte de éste en diciembre de 1851 convulsionó el panorama político. Meses antes habían sido electas las cámaras legislativas mediante listas mixtas en las que se  alternaban candidatos tanto colorados como blancos, todo al tenor del espíritu de pacificador y de concordia.Los legisladores negociaron, teniendo en cuenta que los blancos habían obtenido 2 bancas más que los colorados. Giró, que había sido electo como Senador, fue propuesto como candidato y resultó electo por la Asamblea General el 1 de marzo de 1852.

### Asunción
Juan Francisco Giró asumió como 4° presidente constitucional del Uruguay el 1 de marzo de 1852, bajo los auspicios de paz firmados en la Paz de Octubre que puso fin al enfrentamiento de la Guerra Grande bajo la consigna "ni vencedores, ni vencidos". Fue electo ese mismo día por la Asamblea General para el período de gobierno de 1852-1856.

Su discurso de asunción en el Cabildo fue el siguiente:
«El juramento que acabo de prestar ante la majestad del Pueblo Oriental en esta augusta ceremonia, resume las obligaciones que me impone el Gobierno á que soy llamado.
En las sociedades cimentadas sobre las bases sólidas y permanentes, la misión de los gobiernos es comparativamente fácil; por que, por lo general se reduce á la continuación de la marcha seguida por el Gobierno anterior.
Esto no es así en países nuevos como los nuestros, aun en los tiempos normales; porque las instituciones y las costumbres políticas no han podido echar raíces entre nosotros.
Las dificultades son sin embargo incomparablemente mayores en épocas como en las en que el país se encuentra, en que los sucesos del período que ha concluido se complican de un modo tan grave con la época que empieza.

La misión entonces de un Gobernante es difícil y penosa, tanto que al pensar en las dificultades que presenta, no puedo prescindir de cierta impresión de terror, conociéndome como me conozco, sin la capacidad necesaria para superarlas, en tal caso lo que puedo prometer es contracción y valor; y que consagraré las facultades de mi corta inteligencia al mejor servicio de los intereses públicos, consultando siempre la Independencia y el honor del país.»

### Gabinete de gobierno
| Ministerios y ministros del gobierno de Juan Francisco Giró | Ministerios y ministros del gobierno de Juan Francisco Giró | Ministerios y ministros del gobierno de Juan Francisco Giró |
| Ministerio                                                  | Ministros                                                   | Período                                                     |
| ----------------------------------------------------------- | ----------------------------------------------------------- | ----------------------------------------------------------- |
| Gobierno y Relaciones Exteriores                            | Florentino Castellanos                                      | 1852 - 1853                                                 |
| Gobierno y Relaciones Exteriores                            | Bernardo Prudencio Berro                                    | 1853                                                        |
| Hacienda                                                    | Manuel Errazquín                                            | 1852                                                        |
| Hacienda                                                    | Manuel Herrera y Obes                                       | 1852 - 1853                                                 |
| Guerra y Marina                                             | César Víctor Díaz                                           | 1852                                                        |
| Guerra y Marina                                             | Venancio Flores                                             | 1852 - 1853                                                 |
| Guerra y Marina                                             | José de los Reyes Brito del Pino                            | 1853                                                        |
| Guerra y Marina                                             | Venancio Flores                                             | 1853                                                        |

### Política de fusión
Giró pretendió llevar a cabo un gobierno con representación paritaria de ambos bandos que se enfrentaron en la Guerra Grande (blancos y colorados). Esta política fue denominada como política de fusión, pero la aspiración a una representación paritaria de las distintas tendencias resultó difícil de llevar a la práctica. Incluso antes de asumir el Parlamento ya había quedado ligeramente desbalanceado en favor del sector identificado en la Guerra Grande con la divisa blanca. Esta diferencia, sumado al trasfondo blanco de Giró, llevó a varios colorados a desconfiar de lo pactado en octubre de 1851.

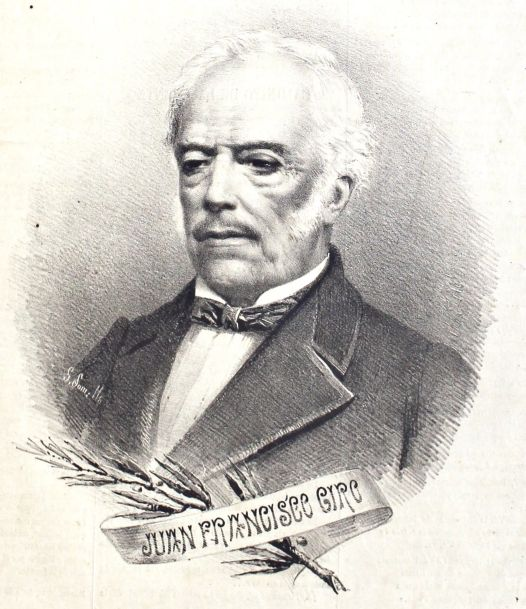
Grabado de persona ilustre de Giró. Presente en una publicación de la revista El Indiscreto del 8 de junio de 1884

Un ejemplo de los intentos fusionistas de Giró fue su gabinete y sus jefes políticos. Figuras como César Díaz, de filiación colorada, fue designado como Ministro de Guerra y Venancio Flores, también colorado, como jefe político de Montevideo. 
A fines de 1852 hubo un intento de formar un nuevo agrupamiento político que trascendiera las divisas y que aunara en un mismo ideario de principios políticos en concordancia. El nuevo grupo, llamado como "Sociedad de Amigos del País", tuvo una convocatoria pública acompañada de un manifiesto firmado por personalidad de ambas divisas, pero la discusión sobre sus estatutos se empantanó por las diferencias de opiniones llevando al fracaso de esta política de fusión.
Posteriormente, a pesar de la política de fusión aplicada en el reparto de posiciones de gobierno, los conflictos vendrían en cuestiones como: la discusión de los tratados de 1851 con Brasil, las condecoraciones a los combatientes de la batalla de Caseros de 1852, o la administración de rentas aduaneras. En este contexto surgiría un grupo colorado no fusionista denominado como "Partido Conservador", aludiendo a la misión de "conservar" los principios del gobierno colorado de la Defensa de Montevideo. Este grupo llevaría a la caída del gobierno de Giró y, en consecuencia, al fin del primer intento de fusión.

### Gira por el interior
Es recordado como de septiembre de 1852 a enero de 1853 recorrió la campaña, interiorizándose de su estado y necesidades.
Dejó el gobierno a cargo de Bernardo Berro y con una gran comitiva que por el camino integró a los caudillos Lavalleja y Anacleto Medina. Fue hacia Pando, y luego Maldonado, San Carlos, Minas, Melo, Tacuarembó, Salto, Paysandú, Colonia, Mercedes, Durazno, San José, Santa Lucía y Canelones, volviendo a la capital en los primeros días del año 1853.
También integró la comitiva el ingeniero francés Edouard Penot, el que elaboró un informe en el que valorizó el papel de la agricultura y propuso la apertura de rutas y caminos. En cada pueblo el presidente era recibido por los vecinos, que veían extraño que no viniera "a caballo", sino en carruaje en su vestimenta de negro corbatín, chaqué y chistera de felpa. Reunía a los dirigentes locales, presidiendo a veces la Junta Económica-Administrativa (actual Junta Departamental) del lugar, escuchando las necesidades que rigurosamente constataba en actas.

### Economía
La Guerra Grande dejó al país en una profunda crisis económica: la producción y el comercio estaban arruinados y el gobierno tenía una deuda enorme con Brasil.

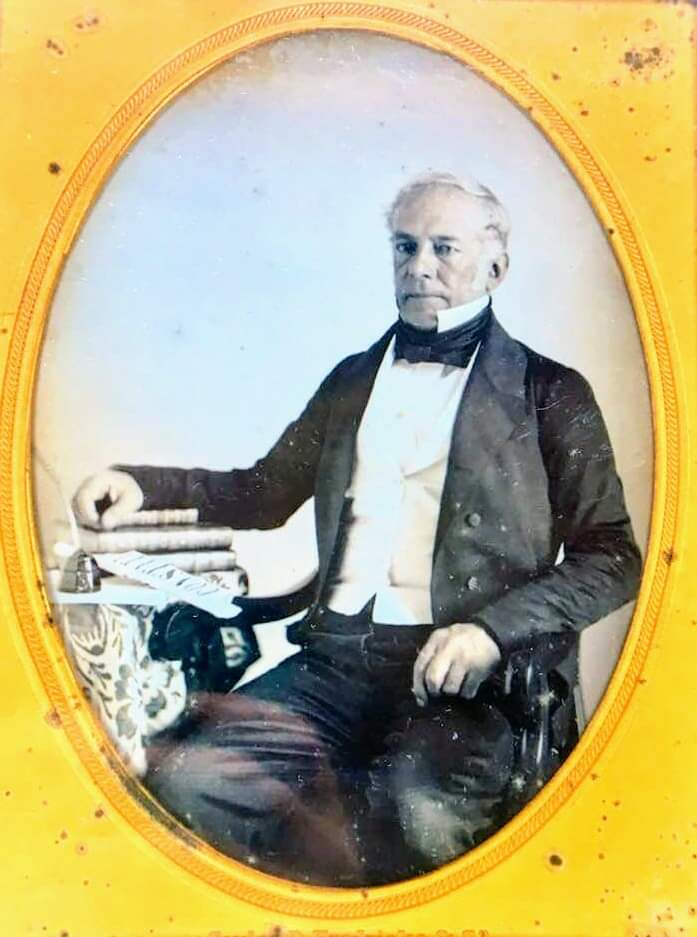
Daguerrotipo de Juan Francisco Giró.

La dramática situación financiera obligó al presidente a adoptar medidas de excepción. Las policías se disolvían por falta de pago y la inseguridad reinaba en el medio rural; en las puertas de la Tesorería clamaban los pensionistas y los empleados públicos; nadie quería suministrar nada al Estado. La renta aduanera estaba administrada por un Directorio mixto compuesto de representantes del Estado y capitalistas acreedores del mismo. Era el único recurso importante, fuera del subsidio brasileño que no bastaba. El 30 de marzo de 1852, Giró decretó que el Estado administraría solo la Aduana. De esta manera arrebató a los acreedores particulares su parte en el control de la aduana y por tanto, la garantía que el gobierno colorado de la Defensa les había otorgado.
El Brasil exigió en marzo de 1852 el nombramiento de un comisario para fijar conjuntamente los límites de acuerdo con el tratado de octubre de 1851. Giró decidió que previamente el tratado debía ser aprobado por las Cámaras de acuerdo con los preceptos constitucionales. No cabe duda de que Giró fue guiado por auténticas preocupaciones nacionalistas, ya que esperaba del Brasil una modificación sustancial si se ponían ciertas trabas a la ratificación. Más también es factible que el presidente buscara "hacer estado público" de todos los tratados y demostrar con ello el escaso cuidado con que los colorados habían manejado las relaciones con Brasil.
En cuanto a Brasil, actuó con celeridad y prepotencia. Su Ministro Carneiro Leao, dio un plazo de 3 días para que el Uruguay cumpliera, amenaza tanto más efectiva cuanto que el ejército brasileño que había luchado contra Rosas todavía se hallaba en territorio uruguayo. Giró pidió a Urquiza que mediase. Este poco pudo hacer, dadas las dificultades internas porque estaba pasando la Confederación Argentina. Envió a Luis José de la Peña hacia Montevideo para aconsejar al gobierno la aceptación de los tratados con la promesa de que el Brasil haría algunas modificaciones. Giró aceptó los hechos consumados, firmándose un nuevo tratado de límites el 15 de mayo de 1852 ganando Uruguay territorio en el Chuy y anulándose concesiones en las desembocaduras del Cebollatí y el Tacuarí. Este nuevo convenio fue ratificado por ambas Cámaras, agregando la de diputados: "con la esperanza de ulteriores modificaciones que lo pongan de acuerdo con los verdaderos intereses de la República". Brasil llegó a presionar ofreciendo su ayuda a los colorados para sostener una revolución.

### Caída del gobierno

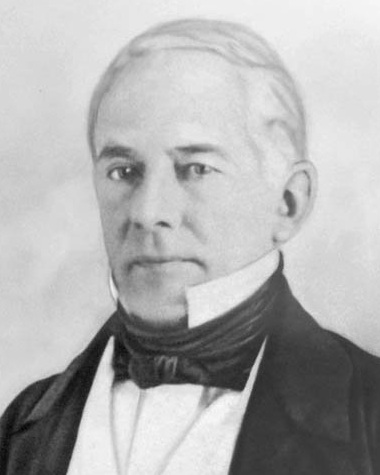
Juan Francisco Giró.

Entre junio de 1852 y julio de 1853 se sucedieron presiones de los colorados para que Giró equilibrara el gabinete con el nombramiento de dos ministros colorados. Al mismo tiempo, se presionaba para extender el reparto equitativo de posiciones en el Ejecutivo de los departamentos del interior, con el nombramiento de nuevos jefes políticos colorados. Giró, empujado por esas presiones, y al mismo tiempo para contrarrestar el poder del ejército de línea que estaba en manos de los colorados, Giró decidió reactivar la Guardia Nacional de voluntarios, lo que le permitiría, dada la predominancia blanca en los departamentos de campaña, disponer de una fuerza armada para neutralizar a la colorada. Esto desencadenaría consecuencias que llevaría a la caída de su gobierno.
En las vísperas del 18 de julio de 1853, festejos por la jura de la constitución, el gobierno dispuso que desfilaran los voluntarios de la Guardia Nacional junto a los del ejército regular, y para prevenir desmanes se solicitó la ayuda de la fuerza brasileña apostada en el puerto, pero el embajador no contestó. Los regimientos de línea formados cargaron a tiros contra la Guardia Nacional que desfilaba sin municiones; hubo muertos y heridos y así la Guardia Nacional fue dispersada en la Plaza Matriz por el 2º batallón de Cazadores, según parece, Melchor Pacheco y Obes les había hecho creer que se les despediría. El presidente con sus ministros y los representantes extranjeros oyó el tiroteo desde el Cabildo. Pacheco y Obes se puso al frente de los acontecimientos y presionó a Giró para que aceptara los dos ministros colorados que se les exigían.
Este motín del 18 de julio fue el inicio de la agonía de la administración de Giró. Los colorados conservadores obtuvieron la paridad en el Ejecutivo con el nombramiento de los ministros colorados que reclamaban (Venancio Flores, que no era conservador pero era una figura destacada entre los colorados, ocupó el Ministerio de Guerra, y Manuel Herrera y Obes, excanciller de la Defensa, fue designado en el Ministerio de Hacienda), además de lograr la desmovilización de la Guardia Nacional.
Pocos días después, en las filas del Partido Conservador apareció el diario "El Orden", dirigido por Juan Carlos Gómez, que en el epígrafe se presentaba como "Órgano del Partido Conservador" con una declaración de principios que expresaba que su programa era el mismo del de la Asociación de los Amigos del País, pero asumido como programa como bandera de no fusión, sino de lucha partidista ya que había quedado demostrado que las dividas eran "inextinguibles". Al mismo tiempo, se dedicaba a atacar a la mayoría legislativa, de cuño blanco, que acusaba de haber provocado la reacción del partido con la violación de la Paz de Octubre de 1851. Poco después, también dentro de las filas de los conservadores, apareció el diario "El Nacional" bajo la dirección de Melchor Pacheco y Obes.
El siguiente paso de los conservadores fue insistir en el otorgamiento de la mitad de los gobiernos en los departamentos. El 17 de agosto Venancio Flores renunció al ministerio, y Giró pidió al embajador brasileño que intercediera. Flores volvió a demandar las jefaturas políticas, a lo que aparentemente Giró accedió a cambio de que Pacheco y Obes abandonara el país con un destino diplomático. Sin embargo, el 24 de septiembre de 1853, consciente de que los colorados conservadores y Flores contaban con el apoyo de Brasil y de que su gobierno estaba en jaque, el presidente Giró y su ministro Bernardo P. Berro tomaron asilo en la residencia del embajador francés.

## Después de la presidencia

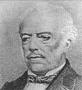
J. F. Giró.

El fin del gobierno de Giró llevó a la formación de un triunvirato que culminaría el mandato constitucional designado para el expresidente. El conocido como Triunvirato de Gobierno de 1853 estuvo conformado por Flores, Juan Antonio Lavalleja y Fructuoso Rivera. Pero las muertes de Lavalleja, el 22 de octubre, y de Rivera, que venía desde Río Grande del Sur, ocurrida el 13 de enero de 1854, determinaron que, en los hechos, fuera Flores el que ejerciera el Poder Ejecutivo entre 1853 y 1854. Finalmente, el 12 de marzo de 1854 la Asamblea General eligió a Flores como presidente constitucional hasta el 1 de marzo de 1856, para completar el período del presidente Giró. Sin embargo, en agosto de 1855 se produjo la Rebelión de los Conservadores, una revolución militar llevada a cabo por los conservadores colorados que puso fin al gobierno de Flores.
Giró pasó de refugiarse en la Legación francesa a la brasileña en noviembre de 1853, y al mes siguiente partió en un buque de guerra del mismo Imperio. En el primer mes de 1854 partió rumbo a Buenos Aires.
Regresó a Uruguay durante la presidencia de Gabriel A. Pereira (1856-1860). El presidente designó a Giró como miembro del Consejo consultivo de gobierno en 1856, pero este cuerpo jamás llegó a integrarse.
En 1860 fue electo senador por Cerro Largo, con dicho cargo presidió el Senado (durante la presidencia de Berro) hasta su muerte el 14 de mayo de 1863, cuando contaba con 71 años.

## Casa de Juan Francisco Giró
A partir de 1840 vivió en la casa que su padre compró en el mismo año que nació Giró, y que había sido reformada por el arquitecto italiano Carlo Zucchi. Hoy este inmueble es propiedad del Museo Histórico Nacional, encontrándose allí una importante biblioteca americanista y archivos de mapas, grabados y fotografías.

| Predecesor: Bernardo Prudencio Berro (interino) | Presidente de Uruguay 1852-1853 | Sucesor: Triunvirato de Gobierno de 1853¹ |